# 1998年世界短道速滑团体锦标赛
1998年世界短道速滑团体锦标赛于1998年3月26日-1998年3月29日在意大利博尔米奥举行。世界短道速滑团体锦标赛由国际滑冰联盟主办，该组织还举办速度滑冰和花样滑冰世界杯和锦标赛。
根据短道速滑世界杯的成绩，排名前七的队伍能够自动获得参赛资格。分成两个半区，每队有四名选手参加500米和1000米，前四名分别获得5、3、2、1分；每队有两名选手参加3000米，前四名分别获得8、6、5、4分；每场预赛由不同国家的选手组成，总成绩最好的四队晋级接力，接力前四分别获得13、7、5、3分；一旦犯规，赋予0分。

## 比赛结果
| 项目 | 金牌                                                                                     | 银牌                                         | 铜牌                                                                                                   |
| 男子 | 加拿大 · 马克·加尼翁 · 德里克·坎贝尔 · 埃里克·贝达尔 · 弗朗索瓦·德罗莱 · 马蒂厄·蒂尔科特 | · 蔡智薰 · 李浚焕 · 李浩应 · 金东圣 · 金善台 | 義大利 · 法比奥·卡尔塔 · 米凯莱·安东尼奥利 · 尼古拉·弗兰切斯基纳 · 毛里齐奥·卡尔尼诺 · 尼古拉·罗迪加里 |
| 女子 | 中国 · 王春露 · 楊揚 · 杨阳 · 孙丹丹 · 秦娜                                              | · 全利卿 · 元蕙敬 · 安尚美 · 金润美 · 崔敏敬 | 加拿大 · 伊莎贝尔·沙雷 · 克里斯蒂娜·布德里亚 · 安妮·佩罗 · 塔尼娅·维桑 · 尚塔莱·塞维尼                 |

## 积分排名

### 男子
| 排名 | 国家   | 分数 |
| ---- | ------ | ---- |
| 金牌 | 加拿大 | 48   |
| 銀牌 |        | 45   |
| 銅牌 | 義大利 | 42   |
| 4    | 中国   | 34   |
| 5    | 日本   | 32   |
| 6    | 德国   | 18   |
| 7    | 匈牙利 | 14   |

### 女子
| 排名 | 国家     | 分数 |
| ---- | -------- | ---- |
| 金牌 | 中国     | 61   |
| 銀牌 |          | 49   |
| 銅牌 | 加拿大   | 42   |
| 4    | 義大利   | 34   |
| 5    | 荷蘭     | 20   |
| 6    | 保加利亚 | 19   |
| 7    | 德国     | 14   |

## 另请参阅
- 1998年欧洲短道速滑锦标赛
- 1998年世界短道速滑锦标赛
- 1998年冬季奥林匹克运动会短道速滑比赛